# Afroleptomydas nitidusculus
Afroleptomydas nitidusculus är en tvåvingeart som beskrevs av Hesse 1969. Afroleptomydas nitidusculus ingår i släktet Afroleptomydas och familjen Mydidae. Inga underarter finns listade i Catalogue of Life.